# 王远鹤
王远鹤（1963年9月—），湖北麻城人，汉族，中国共产党党员。中华人民共和国政治人物、第十三届全国人民代表大会湖北省代表。现任中共湖北省委副秘书长、省人大财政经济委员会副主任委员。

## 生平
王远鹤曾担任中共红安县委书记、中共黄冈市委常委、中共咸宁市委常委、湖北省财政厅副厅长。2016年11月回到咸宁，担任该市党委副书记、市人民政府市长。2021年调离咸宁。2023年1月，出任湖北省人大财政经济委员会副主任委员。
2018年，王远鹤被选为湖北省出席第十三届全国人民代表大会代表，任期5年。